# 下大甲溪橋
台鐵下大甲溪橋是位於台灣台中市大甲溪上的一座鐵路橋樑，連接台中市大甲區大甲車站與清水區臺中港車站，1987年於舊橋上游側重建新橋。

## 沿革與設計

### 第一代橋
台灣日治時期海線鐵路大甲站至甲南站（今台中港車站）間「下大甲溪橋」設計為鐵公路共用橋，1920年6月15日動工興建，設南、北兩工區，分別由久米組與住吉組承包，全長1,214.5公尺，計61橋孔，每孔跨度19.2公尺，上部結構採上承式鋼鈑梁，下部橋墩為混凝土與砌石，工程中數度遭遇洪水，終在1921年7月10完工，後續辦理鐵路橋鋼鈑梁架設工程，並隨海線鐵路於隔年（1922年）10月11日全線通車一併啟用。而緊鄰鐵路橋西側（下游側）的公路橋橋面則在1933年完成，路寬5.5公尺，為縱貫道路（台1線的前身）第一代大甲溪橋。

#### 災害
- 1935年6月17日上午8時左右，受豪雨溪水暴漲影響，一代橋第54號橋墩傾斜，列車改為鐵橋兩端車站到發，旅客以步行接駁[12][13]。由於當年4月21日台灣發生新竹–台中大地震導致山線鐵路受損尚未修復，而今次海線鐵路亦不通，已無替代鐵路輸運，使台灣中、北部之間國有官線鐵道交通完全斷絕[14]。之後本橋由臺灣總督府交通局鐵道部搶修，於同年6月26日修復通車[15]。

- 1960年8月1日，台灣中部受颱風雪莉帶來豪雨引起八一水災，第一代橋遭洪水沖毀，經臺灣鐵路管理局連日搶修，於同月10日上午10時修復通車[16]。

#### 改良
- 1955年8月20日下午，封鎖橋梁，抽換鋼鈑梁1孔，橋梁封鎖期間，南下與北上列車均行駛至本橋兩端，乘客下車徒步至另一端，接駁另一列車續行[17]。
- 1956年3月14日至15日止，每日8時30分至12時封鎖本橋，抽換第59孔與第60孔鋼鈑梁[18]。
- 1963年11月17日至19日，每日7時至10時20分封鎖本橋，將舊鋼鈑梁汰換為KS-15級新鋼鈑梁，封鎖時段內列車於兩端車站折返行駛[19][20][21]。

### 第一代橋雙線化
本橋之公路橋面於1975年8月26日因公路改線而停用，恰好臺灣鐵路管理局1974年起辦理「改善瓶頸區間雙軌工程」（計七區間），大甲～甲南（今台中港站）間路段包含本橋為其中一個區間，故該局順勢將本橋原公路橋面改建，鋪設第2線鐵路，於1977年3月完成本橋雙線化。

#### 電氣化
1978年6月1日，包含本橋在內的海線鐵路完成電氣化接電試車，本橋增設電車線電桿等設備，同年6月7日通車營運。

#### 斷橋
- 1982年8月10日清晨，因西仕颱風過境，山洪暴發，6時45分北上3002次柴油對號特快（DR2700型，台中往花蓮）行經本橋時，司機員劉邦松發現列車有跳動不穩現象，於駛抵大甲站時立即通報；另7時20分本橋西正線已略傾，但北上306次普通車於橋上東正線一度停車後，以極慢車速冒險通過，至8時15分本橋第45號橋墩遭洪水沖垮，鋼梁落水，交通中斷。斷橋後除了台中工務段與台中運務段人員至現場勘查以外，台鐵局局長董萍亦率領工務處處長張金波及橋隧科科長抵現場勘災[26]。本橋經台鐵局搶修，於當年9月21日下午3時起恢復通車[27]。
- 1985年8月23日，因尼爾森颱風過境帶來豪雨致洪水來襲，下午5時30分本橋第47、48號橋墩傾斜，被道班工許金爐、黃秋霖發現，即通報封鎖路線，下午6時50分該二橋墩遭洪水沖倒，4座鋼梁落橋，交通中斷。斷橋後台鐵局局長卜元禮由台中工務段段長莊永和陪同至現場勘災[28][29][30]。本橋之後由台鐵局與榮工處搶修，於同年9月15日恢復行車[31]。

### 第二代橋（現役）
截止1980年代時期，多數臺灣鐵路橋梁仍係建造於台灣日治時期，許多已不符設計或載重標準，加以長年受河流沖刷，使橋墩覆土更淺，危及橋梁與行車安全，甚而發生橋梁遭洪水沖毀導致路線中斷之事故，因此，台鐵局決定改建這些老舊橋梁。該局計畫重建的橋梁，除了已完成重建者之外，計羅列出29座橋梁，分別納入「五大橋梁重建工程」及「鐵路沿線老舊橋梁重建工程」兩項計畫。其中下大甲溪橋的改建，屬於「五大橋梁重建工程」項目。
第二代新橋建造於第一代橋上游側約20公尺處，複線鐵路橋，下部結構為雙圓柱懸臂式RC橋墩、橢圓形沉箱基礎，而上部結構則是下承式U型（半穿式）預力混凝土梁橋，全長1,252公尺，計39孔，每孔跨徑32.1公尺，於1987年6月30日完工通車（鋪設傳統道碴式軌道）。
二代橋通車後，一代橋停用拆除，截至2014年止，一代橋尚遺留橋台與少數橋墩殘跡。